# Ingrid Svantesson
Ingrid Svantesson (från säsongen 1944 Johannesson), född 30 november 1917 i Göteborgs Vasa församling, död 26 maj 1957 i Örgryte församling, var en svensk friidrottare (höjdhopp, längdhopp, mångkamp) som tävlade för Göteborgs Kvinnliga IK.
Svantesson var även handbollsmålvakt i IK Heim. Hon är begravd på Örgryte nya kyrkogård.